# Tarp (Esbjerg Kommune)
 For alternative betydninger, se Tarp. (Se også artikler, som begynder med Tarp)
Tarp er en mindre by i Sydvestjylland med 1.663 indbyggere  (2024), beliggende i Bryndum Sogn som satellitby til Esbjerg. Byen ligger i Esbjerg Kommune og tilhører Region Syddanmark.
Tarp, i 1347 kaldet Thorththorpmark , betyder oprindeligt "udflyttersted" (samme ord som "torp") og stammer stednavnemæssigt fra 1000-1200 årene.

## Tarp i oldtiden[3]
Den ældste bebyggelse på det område, der i dag udgør Tarp, stammer tilbage til bronzealderen, hvor der lå et enkelt hus på det område, der i dag udgøres af kvarteret "Gærdet". Dengang blev man ikke boende på det samme sted, men flyttede gerne gården nogle hundrede meter, når huset var ved at være nedslidt. Således forsvinder bronzealdergården efter en årrække, men i tidlig Førromersk jernalder kommer bebyggelsen tilbage til området, denne gang i form af 7 huse, der dog ikke alle har ligget der samtidig, men sandsynligvis har ligget der 2-3 samtidig. Ved midten af førromersk jernalder forsvinder bebyggelsen atter ud af området, muligvis op til den nordlige del af Tarp, ved Bryndum Skole, hvor der er fundet nogle gruber fra slutningen af førromersk jernalder.
I slutningen af Romersk jernalder, og overgangen til Germansk jernalder vender bebyggelsen tilbage til området, denne gang i form af en lille landsby med en meget reguleret form. Bebyggelsen har bestået af mindst 4 parceller på præcist samme bredde, hvoraf de tre har indeholdt et langhus, samt en hegnsbygning (aflang bygning langs et hegn), medens den fjerde kun indeholdte et grubehus, der sandsynligvis har været benyttet til vævning. Bebyggelsen har i de mellemliggende, ikke beskrevne perioder sandsynligvis ligget andre, ikke undersøgte steder i Tarp. I perioden fra germanertidsbebyggelsens nedlæggelse og til det moderne Tarps etablering er der ikke fundet spor efter bebyggelse i området, og da det meste lå hen i hede frem til 1880'erne kunne meget tyde på at området har været tomt i denne lange periode.

## Det moderne Tarp bliver til
I 1788 sker der det at Gjesing skal udskiftes, og for at dette kunne ske på den letteste og mest retfærdige måde, måtte en af gårdene flytte ud til det da øde område Tarp. Dette skete, og året efter var der rejst en ny gård i området. Gården lå i mange år ensomt i området, og bliver flere gange solgt, men i 1863 får den bevilling til at sælge alkohol, og bliver fra da af drevet som kro . Der bliver efterhånden opført yderligere to gårde i området, inden andelsmejeriet i 1884 bliver etableret, hvorefter udviklingen for alvor begynder at tage fat, og der kommer brugsforening, bager, cykelforretning, malerforretning, og flere vognmandsforretninger til, og byen overtager efterhånden Bryndums rolle som sognets handelsby, og i 1960 besluttedes det, at lægge sognets nye store centralskole i Tarp , dog naturligvis under sognets navn, hvilket i dag har det lidt forvirrende resultat, at Bryndum Skole ikke ligger i Bryndum, men i Tarp.

## Tarp i dag
I dag fungerer Tarp som en satellitby til Esbjerg, men har stadigvæk beholdt en række faciliteter såsom skole og alderdomshjem, samt forretninger som brugs, bager, cykelhandler, samt en række automobilforhandlere. Hertil er der i byen kommet en række større og mindre virksomheder i et industrikvarter vest for Esbjerg-Varde-hovedvejen. Kroen er i nyere tid blevet nedrevet for at give plads til boliger, ligesom Tarp stadig vokser med nye parcelhuskvarterer på både øst- og nordsiden af byen. Øst for byen, nord for Lyshøjen, er en tysk bunker fra 2. Verdenskrig blevet indrettet som museum, der fortæller om den tyske udrustning af den gamle Esbjerg Lufthavn.